# Светско првенство у кошарци 2019 — група Д
„Група Д на Светском првенству у кошарци 2019.” је била четврта група на Светском првенству које је одиграно у Кини. Групна фаза овог такмичења је почела 31. августа и трајала је до 4. септембра 2019. године. У групи Д су се састале репрезентације Анголе, Филипина, Италије и Србије. Утакмице су се играле у Спортском центру Фошан у Фошану. Свака репрезентација је играла једна против друге (укупно три кола). Након што су се одиграле утакмице, два најбоље пласирана тима су се пласирала у другу фазу такмичења, а два најлошије пласирана тима су играли Класификационе кругове (распоред од 17. до 32. места).

## Тимови
| Група Д                              |
| ------------------------------------ |
| Ангола · Филипини · Италија · Србија |

| Репрезентација | Квалификовани          | Квалификовани     | Наступ          | Наступ         | Најбољи наступ                                  | Ранг на Фибиној листи |
| Репрезентација | Квалификовани као      | Датум             | Последњи наступ | Укупно наступа | Најбољи наступ                                  | Ранг на Фибиној листи |
| -------------- | ---------------------- | ----------------- | --------------- | -------------- | ----------------------------------------------- | --------------------- |
| Ангола         | Афричке квалификације  | 1. децембар 2018  | 2014            | 6              | 4. место (2002)                                 | 39                    |
| Филипини       | Азијске квалификације  | 24. фебруар 2019. | 2014            | 6              | 3. место (1954)                                 | 31                    |
| Италија        | Европске квалификације | 22. фебруар 2019. | 2006            | 9              | 4. место (1970, 1978) / Утакмица за треће место | 13                    |
| Србија         | Европске квалификације | 24. фебруар 2019. | 2014            | 6              | Шампион (1998, 2002)                            | 4                     |

## Пласман (Табела)
| Поз. | Табела групе Д | ИГ | Д | И | П+  | П-  | Разл. | Бод. | Коментари                       |
| ---- | -------------- | -- | - | - | --- | --- | ----- | ---- | ------------------------------- |
| 1.   | Србија         | 3  | 3 | 0 | 323 | 203 | +120  | 6    | Пласман у другу рунду           |
| 2.   | Италија        | 3  | 2 | 1 | 277 | 215 | +62   | 5    | Пласман у другу рунду           |
| 3.   | Ангола         | 3  | 1 | 2 | 204 | 278 | -74   | 4    | Распоред од 17. до 32. позиције |
| 4.   | Филипини       | 3  | 0 | 3 | 210 | 318 | -108  | 3    | Распоред од 17. до 32. позиције |

## Утакмице

### Ангола vs. Србија
| 31. август 2019. 15:30 | Boxscore | Ангола                                                      | 59 : 105 | Србија                              | Спортски центар Фошан, Фошан Гледаоци: 11.000 Судије: Гиљерме Локатели, Мартињш Козловскис, Скот Бекер |  |
| 31. август 2019. 15:30 | Boxscore | Четвртине: 20:29, 12:21, 15:28, 12:27                       |          |                                     | Спортски центар Фошан, Фошан Гледаоци: 11.000 Судије: Гиљерме Локатели, Мартињш Козловскис, Скот Бекер |  |
| 31. август 2019. 15:30 | Boxscore | Поени: Мораис 15 Скокови: Јоаким 5 Асистенције: Гончалвес 2 |          | Богдановић 24 Марјановић 10 Јовић 9 | Спортски центар Фошан, Фошан Гледаоци: 11.000 Судије: Гиљерме Локатели, Мартињш Козловскис, Скот Бекер |  |

### Филипини vs. Италија
| 31. август 2019. 19:30 | Boxscore | Филипини                                                    | 62 : 108 | Италија                                  | Спортски центар Фошан, Фошан Гледаоци: 10.500 Судије: Стивен Андерсон, Јохан Росо, Ју Јунг |  |
| 31. август 2019. 19:30 | Boxscore | Четвртине: 8:37, 16:25, 15:23, 23:23                        |          |                                          | Спортски центар Фошан, Фошан Гледаоци: 10.500 Судије: Стивен Андерсон, Јохан Росо, Ју Јунг |  |
| 31. август 2019. 19:30 | Boxscore | Поени: Блач, Перез 15 Скокови: Блач 10 Асистенције: Перез 3 |          | Датоме, Дела Вале 17 Теситори 8 Витали 5 | Спортски центар Фошан, Фошан Гледаоци: 10.500 Судије: Стивен Андерсон, Јохан Росо, Ју Јунг |  |

### Италија vs. Ангола
| 2. септембар 2019. 15:30 | Boxscore | Италија                                                   | 92 : 61 | Ангола                        | Спортски центар Фошан, Фошан Гледаоци: 5.000 Судије: Стивен Андерсон, Мартињш Козловскис, Јевгениј Микејев |  |
| 2. септембар 2019. 15:30 | Boxscore | Четвртине: 25:11, 19:10, 26:21, 22:19                     |         |                               | Спортски центар Фошан, Фошан Гледаоци: 5.000 Судије: Стивен Андерсон, Мартињш Козловскис, Јевгениј Микејев |  |
| 2. септембар 2019. 15:30 | Boxscore | Поени: Белинели 17 Скокови: Брукс 11 Асистенције: Хекет 3 |         | Мореира 15 Мореира 8 Мораис 2 | Спортски центар Фошан, Фошан Гледаоци: 5.000 Судије: Стивен Андерсон, Мартињш Козловскис, Јевгениј Микејев |  |

### Србија vs. Филипини
| 2. септембар 2019. 19:30 | Boxscore | Србија                                                         | 126 : 67 | Филипини                  | Спортски центар Фошан, Фошан Гледаоци: 10.000 Судије: Гиљерме Локатели, Ју Јанг, Јохан Росо |  |
| 2. септембар 2019. 19:30 | Boxscore | Четвртине: 28:13, 34:22, 37:13, 27:19                          |          |                           | Спортски центар Фошан, Фошан Гледаоци: 10.000 Судије: Гиљерме Локатели, Ју Јанг, Јохан Росо |  |
| 2. септембар 2019. 19:30 | Boxscore | Поени: Бјелица 20 Скокови: Јокић 7 Асистенције: Јокић, Мицић 7 |          | Перез 16 Фајардо 6 Блач 6 | Спортски центар Фошан, Фошан Гледаоци: 10.000 Судије: Гиљерме Локатели, Ју Јанг, Јохан Росо |  |

### Ангола vs. Филипини
| 4. септембар 2019. 15:30 | Boxscore | Ангола                                                    | 84 : 81 (ОТ) | Филипини                 | Спортски центар Фошан, Фошан Судије: Гиљерме Локатели, Јевгениј Микејев, Скот Бекер |  |
| 4. септембар 2019. 15:30 | Boxscore | Четвртине: 21:20, 17:14, 18:12, 17:27, 11:8               |              |                          | Спортски центар Фошан, Фошан Судије: Гиљерме Локатели, Јевгениј Микејев, Скот Бекер |  |
| 4. септембар 2019. 15:30 | Boxscore | Поени: Жоаким 20 Скокови: Мореира 15 Асистенције: Пауло 6 |              | Блач 23 Блач 12 Равена 4 | Спортски центар Фошан, Фошан Судије: Гиљерме Локатели, Јевгениј Микејев, Скот Бекер |  |

### Италија vs. Србија
| 4. септембар 2019. 19:30 | Boxscore | Италија                                                        | 77 : 92 | Србија                            | Спортски центар Фошан, Фошан Судије: Стив Андерсон, Јохан Росо, Ју Јанг |  |
| 4. септембар 2019. 19:30 | Boxscore | Четвртине: 23:28, 19:22, 15:20, 20:22                          |         |                                   | Спортски центар Фошан, Фошан Судије: Стив Андерсон, Јохан Росо, Ју Јанг |  |
| 4. септембар 2019. 19:30 | Boxscore | Поени: Галинари 26 Скокови: Галинари 8 Асистенције: Белинели 4 |         | Богдановић 31 Бјелица 7 Бјелица 9 | Спортски центар Фошан, Фошан Судије: Стив Андерсон, Јохан Росо, Ју Јанг |  |

### Занимљивости
- Ово је била друга утакмица између Филипина и Италије на Светском првенству, Италија је победила последњи пут 1978. године, што је била задња такмичарска утакмица између ове две селекције.
- Ово је била прва такмичарска утакмица између Србије и Филипина.
- Ово је била друга такмичарска утакмица између Анголе и Србије на Светском првенству. Србија је победила, а утакмица је одиграна  у квалификацијама за Олимпијске игре 2016. године.
- Ово је била прва такмичарска утакмица између Филипина и Анголе.
- Ово је била прва утакмица између Италије и Србије на Светском првенству. Србија је победила Италију 2017. године.
- Ово је била друга утакмица између Италије и Анголе на Светском првенству. Италија је победила Анголу 1990. године.